# 未明の君と薄明の魔法
「未明の君と薄明の魔法」（みめいのきみとはくめいのまほう）は、日本の女性シンガーソングライター・やなぎなぎのシングル。2018年10月31日、NBCユニバーサルから発売された。 

## 収録曲
| 全作詞・作曲: やなぎなぎ。 |                                        |            |            |          |       |
| #                          | タイトル                               | 作詞       | 作曲・編曲 | 編曲     | 時間  |
| 1.                         | 「未明の君と薄明の魔法」               | やなぎなぎ | やなぎなぎ | 保刈久明 | 04:48 |
| 2.                         | 「can cry」                            | やなぎなぎ | やなぎなぎ | 齋藤真也 | 04:18 |
| 3.                         | 「re-live」                            | やなぎなぎ | やなぎなぎ | 出羽良彰 | 05:13 |
| 4.                         | 「未明の君と薄明の魔法」(Instrumental) | やなぎなぎ | やなぎなぎ |          | 04:49 |
| 5.                         | 「can cry」(Instrumental)              | やなぎなぎ | やなぎなぎ |          | 04:17 |
| 6.                         | 「re-live」(Instrumental)              | やなぎなぎ | やなぎなぎ |          | 05:13 |
| 合計時間:                  | 合計時間:                              | 合計時間:  | 28:38      |          |       |

| #         | タイトル      | 作詞  | 作曲・編曲 | 時間  |
| --------- | ------------- | ----- | ---------- | ----- |
| 1.        | 「unjour」    |       |            | 04:18 |
| 2.        | 「赤橙」      |       |            | 07:28 |
| 3.        | 「カザキリ」  |       |            | 05:04 |
| 4.        | 「landscape」 |       |            | 04:41 |
| 合計時間: | 合計時間:     | 21:31 |            |       |

## タイアップ
未明の君と薄明の魔法
テレビアニメ『色づく世界の明日から』エンディングテーマ
can cry
ゲーム『CRYSTAR -クライスタ-』主題歌
re-live
ゲーム『CRYSTAR -クライスタ-』エンディングテーマ

## チャート成績
オリコンチャートのCDシングルランキングでは、2018年11月12日付付の週間ランキングでは初登場31位を記録した。